# محمود پاکزاد
سید محمود پاکزاد (۱۳۰۳–۱۳۸۰) عکاس ایرانی بود.
پاکزاد در سال ۱۳۰۳ در خیابان ری تهران به‌دنیا آمد. در سال ۱۳۱۵ گواهینامه ششم ابتدایی را گرفت و در همان سال پدرش درگذشت. پس از چندی مادرش او را نزد فردی به نام «حسین آقا اکونومی» که عکاس‌خانه داشت فرستاد. بعد از دو سال نزد غلامرضا خان رفت و در آنجا فن ظهور و چاپ عکس را فرا گرفت. در سال ۱۳۱۹ یک دوربین آگفا به قیمت ۱۰ تومان خرید تا بتواند خودش عکاسی کند. حدود سال‌های ۱۳۲۴ تا ۱۳۲۵ روزهای جمعه به لشگرک و آبعلی می‌رفت و از پیست اسکی و اسکی‌بازها و مناظر آنجا عکس می‌گرفت. او با اجاره کردن اطاقی یک تاریکخانه راه‌اندازی کرد و به ظهور و چاپ عکس‌ها پرداخت. پس از مدتی مغازهٔ کوچکی خرید و به دلیل علاقه‌اش به ورزش آنجا را «اسپرت فیلم» نام نهاد. در سال ۱۳۳۴ توسط نمایندگی آگفا به لورکوزن آلمان رفت و پس از فراگیری دورهٔ آموزشی عکاسی به ایران بازگشت تا دومین لابراتوار چاپ عکس رنگی را راه اندازی کند. این لابراتوار در فروشگاه اسپرت فیلم راه اندازی شد.
پاکزاد در کنار تمام فعالیت‌های خود از گوشه کنار ایران به خصوص تهران عکاسی می‌کرد، از جمله شهرهایی که برای عکاسی به آنجا سفر کرده می‌توان به شیراز، اصفهان، تبریز، گرگان، اهواز، آبادان، خرمشهر، همدان، قم و شهرهای شمالی ایران اشاره کرد. مجموعه عکس‌هایی از کوه دماوند و تخت جمشید هم از دیگر آثار پاکزاد هستند. پاکزاد یک مجموعه عکس نادر از تهران قدیم با عنوان «طهران قدیم» دارد و از سال ۱۳۷۰ با عکاسی مجدد از مکان‌های موجود در عکس‌های قدیمی به تکمیل آن مجموعه پرداخت. عکس‌های پاکزاد در سال ۱۳۴۸ نشان می‌دهد که چگونه برای ساخت برج میدان شهیاد از شتر برای حمل مصالح استفاده می‌شده‌است.
او در پایان تیرماه ۱۳۸۰ درگذشت و در قطعه هنرمندان به خاک سپرده شد.